# Mareil-sur-Loir
Mareil-sur-Loir é uma comuna francesa na região administrativa do País do Loire, no departamento de Sarthe. Estende-se por uma área de 12 km². Em 2010 a comuna tinha 673 habitantes (densidade: 56,1 hab./km²).